# Miguel Ángel de Quevedo

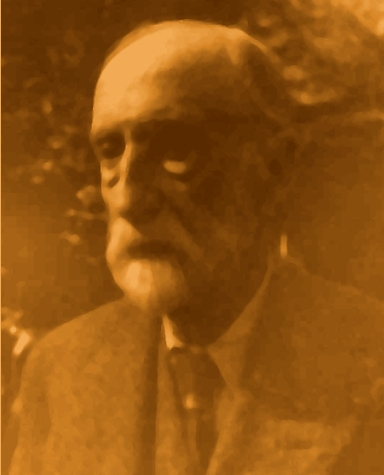
Miguel Ángel de Quevedo

Miguel Ángels de Quevedo (Guadalajara, 27 september 1862 – Mexico-Stad, 15 juli 1946) was een Mexicaans ingenieur en milieuactivist.
Quevedo studeerde techniek en ging vervolgens bij het ministerie van landbouw werken. Hij ontwierp als ingenieuw onder andere de Banco de Londres y México en liet een stuwdam aanleggen in de Río Blanco bij Orizaba, maar hij is het bekendst wegens zijn activiteiten ter bevordering van de bebossing van Mexico. Quevedo was een van de eersten die stelde dat door de toenemende bevolking en industrie de lucht in Mexico-Stad na verloop van tijd te vervuild zou raken, waardoor hij de bijnaam el apóstol del árbol (de bomenapostel) heeft gekregen. Destijds ondervond hij echter veel tegenstand, voornamelijk van boeren die hun akker- of weidegrond niet op wilden geven voor bossen. Quevedo liet in het zuiden van Mexico-Stad het park Viveros de Coyoacán aanleggen, dat tegenwoordig nog steeds de belangrijkste kwekerij waarin bomen voor in andere delen van de hoofdstad gekweekt worden is. Een avenue vlak bij dit park is naar Quevedo genoemd, evenals een metrostation.